# همت‌آباد (عشق‌آباد)
همت‌آباد، روستایی در دهستان ده محمد بخش مرکزی شهرستان عشق‌آباد در استان خراسان جنوبی ایران است.

## جمعیت
بر پایه سرشماری عمومی نفوس و مسکن در سال ۱۳۹۵، جمعیت این روستا برابر با ۵۹ نفر (۱۸ خانوار) بوده است.